# Acalolepta ampliata
Acalolepta ampliata är en skalbaggsart som först beskrevs av Charles Joseph Gahan 1888.  Acalolepta ampliata ingår i släktet Acalolepta och familjen långhorningar. Inga underarter finns listade i Catalogue of Life.